# ألان كرومبتون
ألان كرومبتون (بالإنجليزية: Alan Crompton)‏ (6 مارس 1958 ببولتن في المملكة المتحدة - ) هو لاعب كرة قدم بريطاني في مركز الوسط. لعب مع بلاكبيرن روفرز ونادي سندرلاند وويغان أتلتيك ونادي رانكورن هالتون.